# Lucas Pérez (futbolista nacido en 2003)
Lucas Pérez (Santander, 5 de diciembre de 2003) es un futbolista español que juega en la demarcación de defensa. Actualmente se encuentra sin equipo.

## Trayectoria
Tras formarse como futbolista en las categorías inferiores del Atlético de Madrid, finalmente se marchó traspasado al CD Estepona FS, donde jugó durante dos temporadas, completando 39 partidos y un gol anotado.
Al finalizar la temporada 2023-24 se fue traspasado a la disciplina del Granada CF. Debutó con el filial el 31 de agosto de 2024 contra el Linares Deportivo. Su debut con el primer equipo se produjo del 30 de octubre de 2024 en un encuentro de Copa del Rey contra el CD Cortés que finalizó con un resultado de 0-2 a favor del conjunto granadino.

## Clubes
Actualizado al último partido disputado el 4 de mayo de 2025.
| Club                    | País   | Año       | Partidos | Goles |
| ----------------------- | ------ | --------- | -------- | ----- |
| CD Estepona FS          | España | 2022-2024 | 39       | 1     |
| Club Recreativo Granada | España | 2024-2025 | 24       | 1     |
| Granada CF              | España | 2024-2025 | 2        | 0     |